# Lara-Isabelle Rentinck
Lara-Isabelle Rentinck (Berlino, 18 agosto 1986) è un'attrice e modella tedesca, attiva in campo cinematografico, teatrale e - soprattutto - televisivo.

## Biografia
Lara-Isabelle Rentinck nasce a Berlino il 18 agosto 1986.
Debutta sul piccolo schermo nel 2005, quando entra a far parte del cast principale della soap opera Verliebt in Berlin, dove, fino al 2007, interpreta il ruolo di Kim Seidel.
Nel 2011, entra a far parte del cast principale della serie televisiva Guardia costiera (Küstenwache), dove fino al 2016, anno di conclusione della serie, interpreta il ruolo di Pia Cornelius. 
Sempre nel 2016 posa per l'edizione tedesca di Playboy.

## Filmografia parziale
- 2005–2007: Verliebt in Berlin
- 2006: Verliebt in Berlin – Das Ja-Wort
- 2008: Die Geschichte Mitteldeutschlands – Glück ohne Ruh' – Goethe und die Liebe
- 2008: Die 25. Stunde – Feuerteufel
- 2009: SOKO 5113 – Flüchtige Liebe
- 2009: La nostra amica Robbie (Hallo Robbie!) – Altlasten)
- 2009: Il medico di campagna (Der Landarzt) – Intrige mit Folgen
- 2009: Mord ist mein Geschäft, Liebling
- 2009: Barbara Wood – Karibisches Geheimnis
- 2009: Hamburg Distretto 21 (Notruf Hafenkante) – Falsche Töne
- 2009: Killerjagd. Töte mich, wenn du kannst
- 2010: Jerry Cotton
- 2011: Marienhof
- 2011–2016: Guardia costiera (Küstenwache)
- 2012: Last Cop - L'ultimo sbirro (Der letzte Bulle) – Zur Kasse, Schätzchen
- 2013: Kripo Holstein - Mord und Meer
- 2015: Die Rosenheim-Cops – In Schönheit sterben
- 2016: Letzte Spur Berlin - Unantastbar

## Premi e Riconoscimenti
- 2005: Deutscher Fernsehpreis per il ruolo di Kimberly Frederike "Kim" Seidel nella soap opera Verliebt in Berlin
- 2006:  Festival della Rosa d'oro come miglior attrice non protagonista per il ruolo di Kimberly Frederike "Kim" Seidel nella soap opera  Verliebt in Berlin